# 加伦贝克
加伦贝克（德語：Galenbeck）是德国梅克伦堡-前波美拉尼亚州的市镇，隶属于梅克伦堡湖区县。总面积为93.54平方千米，截至2023年12月31日总人口为1,101人。